# 大宛

據《史記》記載，大宛在匈奴西南，在漢朝正西，距離萬里。其北則康居，西則大月氏（再西為安息），西南則大夏，東北則烏孫，東則扞罙（hàn mí）、于闐。

大宛（上古漢語擬音：Ta-yuan /dhaːts ʔwan/; 中古漢語擬音（Edwin G. Pulleyblank）: /daj ʔuan/ )，是西汉时，泛指在中亚費爾干納區域居住的國家和居民，大宛國大概在今日費爾干納盆地。
前130年左右，漢朝大使張騫出使西域時曾來過此地，並於中國《史記》、《漢書》都有記載。中國史書中記載，大宛擁有相當規模的城市文明，當地居民五官多有高加索人種的特徵，並居住在城牆環繞的都市中，風俗與南方大夏相同。
有學者認為大宛名稱可能是亞歷山大大帝來到費爾干纳邊境後，因殖民於此地的希臘人後裔關係所取的，名稱上“宛”（yuān）很可能是從巴利語的耶槃那（Yavana）轉譯而來。耶槃那在當時的中亞泛指希臘人，從伊奧尼亞人轉譯而來，故此，“大宛”在字義上很可能是“大伊奧尼亞”。大宛在希臘化的塞琉古帝國和希臘-巴克特里亞王國統治下逐漸興盛繁榮，隨著希臘人勢力減弱而失去控制，終受塞人統治。
在歷史上，大宛與中國之間的交流代表西方印歐民族文明首次大規模與中國文明接觸。此後，從前2世紀末直到13世紀初年，東方與西方世界靠着絲綢之路持續交流接觸。

## 希臘化時期（前329年–前210年）

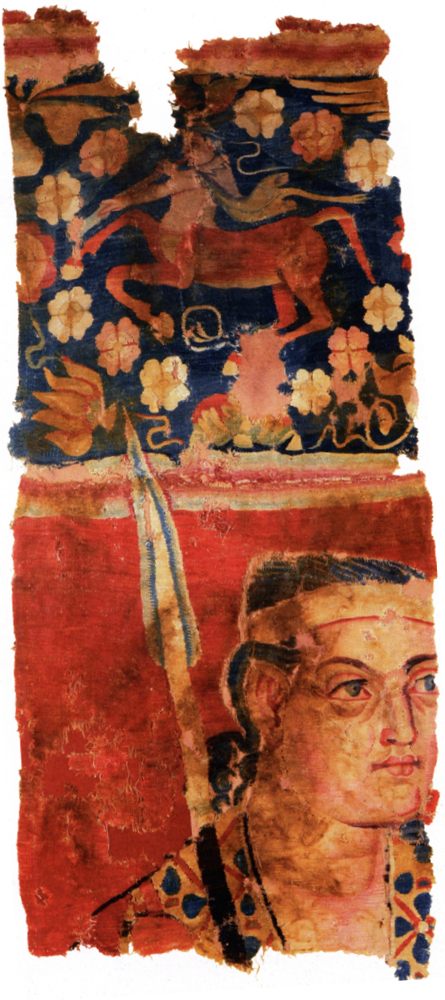
山普拉掛毯上的圖像可能是希臘裔士兵,（前三世紀或前二世紀）.

亞歷山大大帝於前329年來到費爾干納邊境，並在費爾干納盆地南方邊緣，錫爾河南岸建造絕域亞歷山大里亞城，位置在今日塔吉克的苦盞。絕域亞歷山大里亞城城牆周長總計6公里，亞歷山大如同他其他建造的同名城市一樣，安置許多退役老兵和希臘雇傭兵在城內定居，希望作為國境外圍聚點和日後遠征的前進基地。
亞歷山大逝世後，整個巴克特里亞、中亞河中地區和費爾干地區還在希臘化塞琉古帝國手中，直到約前250年，巴克特里亞總督狄奧多特一世宣布獨立，脱离塞琉古帝國，建立希臘-巴克特里亞王國，大宛才落入巴克特里亞的統治。

### 巴克特里亞統治期間（前250年–前210年）

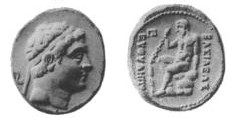
巴克特里亞國王歐西德莫斯一世 （約前230年–約前200年）

巴克特里亞歐西德莫斯一世在位時，持續保持對大宛的統治，根據希臘歷史學家斯特拉波記載，此時希臘人統治大宛的國境超過亞歷山大時期，使國境拓展到絲國和弗林尼相接。推測可能擴張到今日中國新疆的喀什噶爾一帶，在天山北方一帶也發現許多希臘特色的小雕像。然而考古研究認為，在安條克三世遠征歐西德莫斯一世之時，希臘人就失去巴特里亞以北的所有領土。
隨著希臘-巴克特里亞國王歐克拉提德一世剛篡奪歐西德莫斯王朝，並收復北方的失土索格底亞那，近代歷史學家William Woodthorpe Tarn認為，因當時巴克特里亞此時與南方的印度-希臘王國發生衝突，歐克拉提德一世和他的軍隊此時在印度作戰，之後歐克拉提德更被自己兒子謀殺，使得國家無力收復大宛的領土，讓塞人得以占領大宛，而後繼的赫利奧克勒斯專注於王國復甦，並入侵印度，對於外圍的其他省份只得放棄。
根據羅馬歷史學家庫提烏斯記載，在他寫作的年代，約公元前30年時，這些希臘裔軍人的後代仍然保持著他們的希臘文化。

## 塞人統治期間（前160年之後）

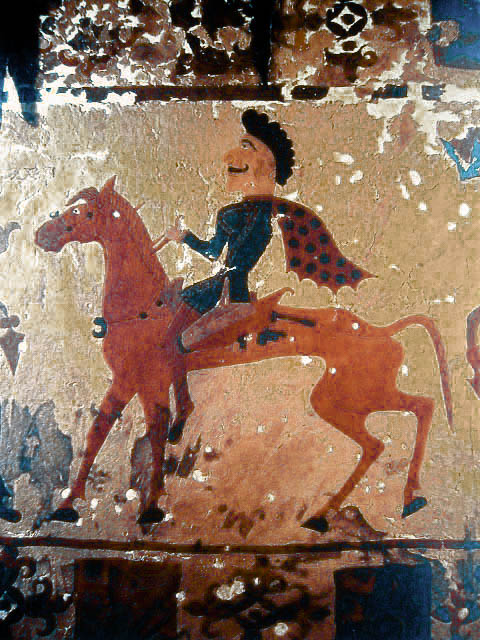
一位塞人騎手，（約前300年，於天山北方的高原考古發現）

羅馬歷史學家龐培烏斯·特羅古斯記載，大約在前160年左右，大宛地區似乎遭到塞人部落入侵，在西方史書中塞人被稱為塞克人（Sacae），並敘述塞克人和其他遊牧民族入侵巴克特里亞王國。根據中國漢書記載，塞人部落原居於烏孫（今日的伊犁河河谷的伊塞克湖附近），因大月氏在前176年遭到匈奴冒顿單于攻擊而西逃，西逃的大月氏攻擊當地烏孫的塞人部落，並占據其地，而塞人可能南遷到大宛。
|               | 烏孫.......本塞地也，大月氏西破走塞王，塞王南越縣度，大月氏居其地。 |
| ——漢書·西域傳 |                                                                     |

當西漢使節張騫約在前128年來到大宛，他提到大宛擁有高度的城市文明，且種植稻麥，然而張騫也提到大宛人善長養馬，且當地出產汗血馬，其軍隊中有為數不少的弓騎兵。在當時大宛，可能是塞種人的游牧部落階級統治農業生產的原居民。在前106年到前101年爆發漢攻大宛之戰時，漢書記載大宛王名曰“毋寡”，可能是塞克人語中的常用名字（Mauakes）轉譯而來。

### 大月氏遷徙
根據漢書記載，前155年左右，大月氏在被烏孫的昆莫獵驕靡擊敗後，往西南遷移並經過大宛，於巴克特利亞北方的媯水北建立王庭定居，使大宛與希臘化的巴克特里亞聯繫被切斷，之後大月氏更往南擴張，於前125年左右消滅希臘-巴克特里亞王國，於现代的印度北部建立貴霜帝國。

### 與中國的交流

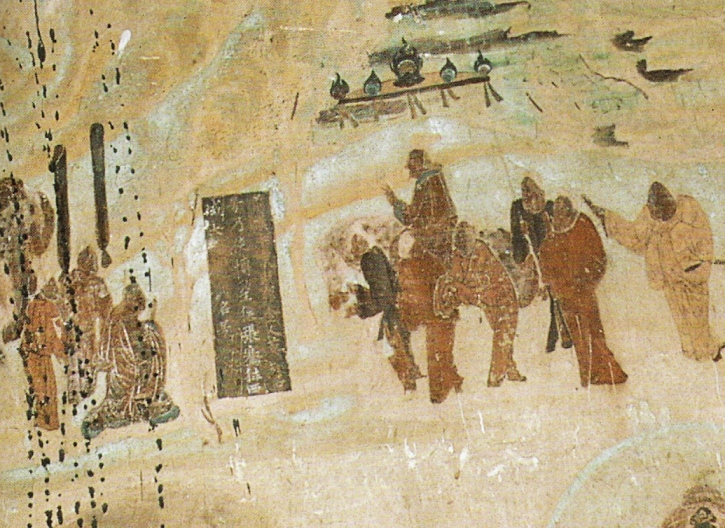
在前138年到前126年間，漢武帝派遣張騫出使西域, （莫高窟壁畫）.

此時漢朝企圖與大月氏結盟來對付匈奴，派遣張騫率100多志願人員出使西域的大月氏，打算與大月氏結盟來對付匈奴人。約在前128年時，張騫來到大宛，而大宛國王本就打算與漢朝交好，但因匈奴與漢朝战争而道路中斷，當大宛國王知道張騫來意後，派遣嚮導護送張騫前往康居，並從康居前往大月氏。當張騫回到中國後，向漢武帝報告西域見聞。
|                     | 曰：大宛在匈奴西南，在漢正西，去漢可萬里。其俗土著，耕田，田稻麥。有蒲陶酒。多善馬，馬汗血，其先天馬子也。有城郭屋室。其屬邑大小七十餘城，眾可數十萬。其兵弓矛騎射。 |
| ——《史記·大宛列傳》 | |

前119年，當第二次張騫出使西域的烏孫時，張騫派遣副使到烏孫周邊地區大宛、康居、大月氏、安息等國進行外交活動。在之後，東西方的商人們紛紛沿著这条張騫探出的道路往來貿易，成了著名的絲綢之路，而大宛和其他諸國也派遣使者與歸途的漢朝使者一同來到汉朝，遊覽漢朝的强盛和疆域廣大，而大宛與中國因此接觸越來越頻繁。

## 漢攻大宛之戰
隨著中國使節越來越了解大宛，知道大宛產良馬，其馬屬山地馬種、抗疲勞，蹄堅硬，其中有良駒據說可以日跑5、6百公里，流出來的汗像血一樣，故此命名為汗血馬，安置在大宛的貳師城中。當時漢朝與匈奴正在作戰，急需良馬來改良品種，便于匈奴战争。漢武帝為了得到汗血馬於是命使者，帶黃金20萬兩及1匹黃金鑄成的金馬去大宛國都，求換汗血馬。但是大宛國王毋寡以汗血馬為國寶為理由而拒絕，漢朝使節在毋寡面前破口大罵，並且將金馬擊碎，及掉頭而去，毋寡因而大怒，殺死使團，並且奪走金銀財寶。
漢武帝得知後大怒，派遣大將李廣利率領遠征軍攻打大宛。前103年，遠征軍抵達大宛東方的郁成城，由于路途险远，而且途经的城市都拒接纳李广利的军队入城补给；卻被郁成王擊敗，李廣利退至敦煌過冬。前102年，漢武帝展開全國動員，對李廣利的遠征軍進行大規模增援，漢軍繞道郁成城，直接圍攻大宛貴山城40餘日，殺死大宛兵將無數，切斷大宛水源。大宛貴族最後被迫殺死國王毋寡求和，漢軍選良馬數十匹，中等以下公母馬3千匹回國，並且指定親漢大宛貴族昧蔡為大宛國王。
1年多後，大宛貴族認為昧蔡過於巴結漢朝，遂發動政變殺死昧蔡，另立毋寡之弟蟬封大宛為國王，派王子到漢朝為人質。漢朝也派使者向大宛贈送禮物，加以安撫，並且承認蟬封的地位，而大宛每年貢獻兩匹汗血馬予漢朝，之後服屬於漢朝西域都護府管轄。

## 城市文明與風俗習慣
在中國史料中描述，當時大宛國（前105年）有300,000人口，軍隊60,000人，定居，有興盛的農業，種植稻或小麥，大宛國都在「貴山城」（可能是今日的苦盞），政府設副王、輔國王各一人。且境內有大小城市七十多座，城市房舍林立外有城牆環繞，並描敘南方的大夏如同大宛一樣，有許多城市散布，且當時大宛都城有内城和外城，並能承受漢朝大軍圍攻40餘天，說明當時大宛國的城郭，十分堅固，已經有較高建築水平。
當時大宛附近產葡萄，並把葡萄釀成美酒，人民嗜酒，當時大宛的富人藏酒可重達300多公吨，可存放數十年之久，而當地的馬匹則愛吃苜蓿。漢朝使者從大宛把葡萄、苜蓿的種子引入汉朝，起初漢朝皇帝試著種植葡萄、苜蓿在肥沃的土壤上，而當自中亚和西亚来的外國使節越來越多，以及從大宛過來的馬匹越來越多后，汉朝皇帝在離宮別苑旁邊全部種植葡萄和苜蓿，一望無際。

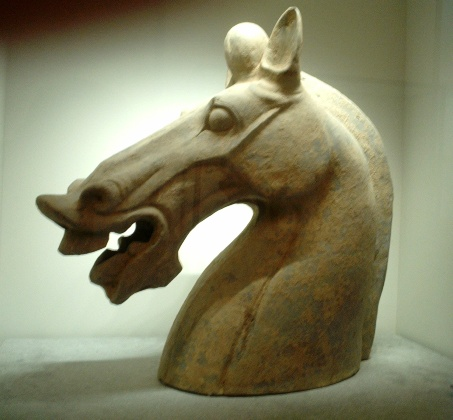
漢朝後期的馬塑像

從大宛以西到安息這塊區域，雖然語言上有所些不同，但大致來講可以互相了解溝通，大宛人眼窩深陷，且多留有鬍鬚，擅長買賣，連一分一錢都要爭執。在大宛，女性較有地位，一旦妻子決定某事，丈夫就照辦不敢違背。而《晉書》記載，大宛婚前男女以黃金同心指環為聘，女方先以3個女婢到男方那試驗，如果男方身體不夠健康，可以退絕婚事。

## 後期
新朝王莽改制時，把西域各國王號貶黜為侯，引起的西域各國紛紛反抗，並於16年擊敗西域都护府都護李崇的軍隊，次年中國發生绿林赤眉起义和内战無暇西顧，在李崇逝世後，西域各國就與中國斷絕。而匈奴趁著汉朝内战，意圖在西域建立勢力。
而其中西域以莎車較為強大且對漢朝較忠心，在29年東漢漢光武帝封莎車國王“康”為西域大都尉，代漢管轄西域諸國。在莎車國王“康”逝世後，其弟“賢”立，開始擴張疆土。42年，莎車國王“賢”與漢朝交惡後，詐稱西域大都護，迫使西域諸國服從，重求賦稅，並攻占不臣服的國家。
此時莎車國王“賢”以大宛的貢稅滅少，親自率領莎車與諸國大軍進攻大宛，大宛國王延留投降，莎車便以“康”之子拘彌王橋塞提為大宛國王。橋塞提統治大宛數年之后，便被康居擊敗逃了回來，莎車國王只好再命延留重新擔任大宛國王，使貢獻如常。
之後，因匈奴在西域勢力逐漸強大，漢和帝时於永元三年（91年）命班超征服西域三十六国，使西域各國再度受西域长史府管轄，直到175年。
285年時，大宛國王藍庾向晋武帝司馬炎貢獻汗血馬，而司馬炎派楊顥出使大宛，在藍庾逝世後，其子摩之也派遣使者貢獻汗血馬。之後於五胡十六国和南北朝時，大宛則改稱破洛那。

## 重要城市
- 貴山城：首都，今為烏茲別克納曼干區卡桑賽鎮[12]
- 貳師城：今吉爾吉斯奧什市 [13]
- 郁成城

## 大宛国王列表
大宛(前126--331)
- 毋寡 	(25) 	乙卯 	前126
- 昧蔡 	(1) 	庚辰 	前101
- 蝉封 		庚辰 	前101-?
- 延留 	(17) 	戊戌 	38
- 桥塞提 	(1) 	乙卯 	55
- 延留 	(9) 	丙辰 	56-65
- 蓝庾 	(30) 	乙巳 	285
- 摩之 	(16) 	乙亥 	315

## 腳注
1. ↑  “宛”读作“渊”，yuān
2. ↑  斯特拉波《地理學》 11.11.2
3. ↑  斯特拉波《地理學》 11.11.1  （页面存档备份，存于）
4. ↑  班固《漢書》 西域傳下.1  （页面存档备份，存于）
5. ↑  司馬遷《史記·大宛列傳第六十三》
6. ↑  《漢書》：宛貴人……持其頭，遣人使貳師，約曰：「漢無攻我，我盡出良馬，姿所取，而給漢軍食。即不聽我，我盡殺善馬。」
7. ↑  《史記·大宛列傳》：圍其城，攻之四十餘日，其外城壞，虜宛貴人勇將煎靡。
8. ↑  《晉書·四夷傳》：其俗娶婦先以金同心指鈈爲娉，又以三婢試之。不男者絕婚。
9. ↑  范曄《後漢書》 西域傳四十五  （页面存档备份，存于）
10. ↑  《晉書·武帝紀》：太康六年（285年），武帝遣使楊顥拜其王藍庾爲大宛王。藍庾卒，其子摩之立，遣使貢汗血馬
11. ↑  《魏書·西域傳》：(破)洛那國，故大宛國也。都貴山城，在疏勒西北，去代萬四千四百五十里。太和三年（479年），遣使獻汗血馬，自此每使朝貢。
12. ↑  柏楊版資治通鑑 1492頁
13. ↑  .   [2017-11-19]. （原始内容存档于2020-09-29）.

## 延伸阅读
[在维基数据编辑]
 《欽定古今圖書集成·方輿彙編·邊裔典·大宛部》，出自陈梦雷《古今圖書集成》
 《史記/卷123》，出自司馬遷《史記》
 《晉書·卷097》，出自房玄齡《晉書》